# Pegoscapus williamsi
Pegoscapus williamsi is een vliesvleugelig insect uit de familie vijgenwespen (Agaonidae). De wetenschappelijke naam is voor het eerst geldig gepubliceerd in 1923 door Grandi.